# 李矩
李 矩（り く、? - 325年）は、西晋から五胡十六国時代の人物。字は世迴。平陽の出身。

## 生涯

### 若き日
勇猛・剛毅にして権謀を有し、功業を打ち立てる志を有していた。
幼少期に友達と遊んでいる際、李矩はその集団の長となり、色々と計画しては指示を出していた。その様子は大人のようであったという。
成人すると平陽県の官吏となった。元康7年（297年）頃、元の平陽県令を長安まで送り届ける任務に就いた。長安に到着すると、関中を鎮守していた梁王司馬肜により牙門に抜擢された。
元康9年（299年）1月、氐族の斉万年は連年に渡り関中を荒らし回っていたが、積弩将軍孟観がこれを討伐した。李矩もまたその鎮圧に際しては大功を挙げたので、功績により東明亭侯に封じられた。
その後、平陽に帰還すると督護に任じられたが、平陽郡太守宋冑は自らが信任していた呉畿にその職務を交代させたいと望んでおり、これを知った李矩は病と称して職を辞した。呉畿は李矩の復職を恐れて密かに暗殺を目論んだが、李矩を救う者がいたので死を免れた。
永嘉元年（307年）、東海王司馬越の命により、汝南郡太守袁孚と共に衆を率いて洛陽の千金堨（洛陽東の堰。303年に振武将軍張方により破壊された）を修復した。これにより、水路輸送による利便性が大いに高まった。

### 塢主となる
永嘉2年（308年）7月、漢（後の前趙）の皇帝劉淵が平陽に襲来すると、民百姓はみな逃亡した。李矩はかねてより郷里の民から慕われていたので、彼らより推戴されて塢主となり、その集団を率いて東に移り、滎陽に駐屯した。その後、新鄭に移ると、司馬越より汝陰郡太守に任じられた。
永嘉5年（311年）6月、漢軍の攻勢により洛陽が陥落した（永嘉の乱）。これにより中原は大飢饉に見舞われ、賊の統領侯都らは人を連れ去ってはこれを食していた。太尉荀藩・衛将軍華薈らは洛陽から逃亡中であったが、その配下の多くが侯都らの犠牲となった。李矩は侯都を攻めてこれを滅ぼすと、荀藩・華薈を護衛した。また、司徒傅祗や荀藩・華薈の為に家屋を建て、食糧を供給した。荀藩は密県に行台（臨時政府）を建てると、承制（皇帝に代わって諸侯や守相を任命する事）を行い、李矩を滎陽郡太守に任じた。李矩は離散した兵民を招いて保護したので、遠近問わず多くの者がこれに帰順した。この時期、飢饉・疫病が続いていたが、李矩は難民の撫恤に心を砕いたので、民衆より大いに慕われた。
并州刺史劉琨の任じた河南尹魏浚が荀藩らと今後の方針について軍議を開くと、李矩もまた招かれた。その夜、李矩が出発しようとすると、諸将は「浚（魏浚）は信用できません。夜に行くべきではありません」と諫めたが、李矩は「忠臣の心は一つである。どうしてこれを疑おうか！」と述べた。その陣営に赴くと、荀藩・魏浚らと議論を交わして交流を深め、その後帰還した。
10月、漢の鎮東大将軍石勒が自ら大軍を率いて襲来すると、李矩は老人や弱っている者を山に避難させ、さらに牛馬を解き放つと、伏兵を設けて敵軍を待ち受けた。石勒の兵士は牛馬を見つけると、先を争って捕らえようとしたが、ここで李矩は伏兵を一斉に出撃させ、大呼して襲い掛かってこれを大破した。これにより多くの敵兵を殺傷し、石勒を撤退させた。
荀藩は琅邪王司馬睿（後の東晋の元帝）へ李矩の功績を上表すると、李矩は冠軍将軍を加えられ、軺車・赤幢・曲蓋の使用を許可された。また、陽武県侯に封じられ、河東郡・平陽郡太守を兼任した。
この時期、長安を荒らしまわっていた群盗が東へ進出し、向かうところ憚りなく掠奪を行った。李矩のいる新鄭にも賊が到来すると、李矩は配下の将兵を派遣して賊を討ち、捕らえられていた婦女千人余りを取り返した。諸将は人員不足を補うために彼女らを留めようとしたが、李矩は「彼女らはみな国家の臣妾である。どうしてそのような事が出来ようか！」と述べ、彼女らを長安に帰らせてやった。

### 郭黙を救援
建興元年（314年）6月、大将軍劉琨の任じた河内郡太守郭黙は漢軍から攻撃を受けており、進退窮まって李矩に帰順を請うた。その為、李矩は外甥である郭誦を派遣して迎え入れさせたが、郭黙は漢軍の攻撃を恐れて進むことが出来なかった。その後、西晋の首都長安が漢の大司馬劉曜・平西将軍趙染らに攻撃されると、劉琨は参軍張肇に鮮卑五百騎余りを派遣して救援させたが、郭黙が漢軍に包囲されていた事により道路が塞がれて進めなかったので、諦めて厭次に拠っていた邵続の下へ向かおうとした。その途上で張肇は李矩の陣営を通りかかり、李矩へ郭黙の状況を話した。これに李矩は「黙は劉公（劉琨）が任命したものではありますが、すべて国家の事を考えるならば、これを知った以上応じないわけにはいきますまい」と述べ、郭黙救援を決断した。匈奴屠各種（漢軍の中核を為していた部族）はかねてより鮮卑を恐れていた事から、李矩は張肇に援護するよう要請すると、張肇はこれに応じた。李矩が救援に到来すると、果たして漢軍は鮮卑兵を見て、戦わずして逃走した。この時、郭誦は密かに小舟で黄河を渡り、勇士を派遣して懐城を夜襲し、留守をしていた漢軍を大破した。こうして、郭黙はその配下を引き連れて李矩に帰順する事が出来た。

### 劉暢撃破
建興4年（317年）2月、漢の将軍劉暢が歩騎3万を率いて李矩討伐に向かい、李矩の陣営から7里の距離にある韓王の古砦に駐屯すると、使者を派遣して李矩に帰順を誘った。劉暢軍は突然襲来したので、李矩は防御する準備が間に合わず、使者を派遣して牛や酒を奉じて偽りの降伏をすると共に、さらに精鋭兵を隠して老兵や弱兵のみを見えるように配置した。劉暢はこれにより大いに油断し、李矩の帰順を信じて攻撃を中止すると、配下の将校と共に宴会を催し、みな酔いつぶれてしまった。これを見た李矩は夜襲を掛けようとしたが、配下の兵は敵が大軍であったので内心恐れていた。その為、李矩は郭誦に命じ、鄭の宰相子産の祠へ参らせて「昔、君が鄭の相であられた時、悪鳥は鳴く事はありませんでした。ですが今は凶胡・臭羯が蔓延っており、彼らがどうして長輩の戒めを理解できましょうか！」と言わせた。また、巫には高らかに「東里（子産の居住地）からのお告げによると、神兵を遣わして協力するであろうとの事です」と言わせた。将士はこれを聞くとみな勇み立ち、先を争って進軍した。ここで李矩は郭誦と督護楊璋らに選抜した勇士千人を与え、劉暢の陣営を夜襲させた。これにより数千人を討ち取って鎧馬を大量に鹵獲し、劉暢は命からがら逃げ果たした。
これより以前、郭黙は李矩が劉暢より攻撃されていると聞き、弟の郭芝に救援させた。郭芝は行軍の途上で劉暢の敗北を知ったが、それでも急ぎ李矩の下へ駆けつけた。李矩は郭芝に五百頭の軍馬を与えると、その日の夜に軍を分けて三方より劉暢軍を追撃させ、郭芝は大勝を挙げてから帰還した。

### 劉粲撃破
当初、漢帝劉聡は将軍趙固に洛陽を守らせていたが、長史周振は趙固と対立した事により、密かに趙固を讒言するような上奏をしていた。その為、劉聡は劉暢へ向け、李矩を討伐した後に洛陽へ向かい、趙固を処断した上で周振をその後任とするよう命じていた。李矩は劉暢を破った際、彼の陣営からこの件に関する書簡を手に入れた。8月、李矩はこの書を趙固の下へ送った。すると、趙固は周振とその子を処断し、千の騎兵を率いて李矩に帰順した。李矩は彼に引き続き洛陽を守らせた。
12月、趙固・郭黙は漢領である河東へ侵攻し、絳まで到達したが、漢将劉勲に敗れて1万人余りが討ち取られ、撤退した。
大興元年（318年）3月、漢の皇太子劉粲は将軍劉雅を始め歩騎10万を率いて趙固討伐に向かった。劉粲は小平津の北岸に駐屯し、劉雅に兵を分け与えて洛陽を攻撃させた。趙固は抗しきれずに陽城山に逃亡すると、弟を派遣して李矩に救援を要請した。李矩はこれに応じ、郭黙・郭誦を派遣して洛口に駐屯させた。郭誦は配下の将軍張皮・耿稚に命じ、精鋭千人を選んで夜のうちに黄河を渡らせた。劉粲の斥候は敵軍の到来を報じたが、劉粲は敵軍を侮って備えをしなかった。張皮・耿稚らが十道より同時に攻勢を掛けると、劉粲の兵は驚愕して逃潰し、耿稚らはその大半を殺傷して陣営を奪い取り、数え切れぬ程の軍需物資を鹵獲した。これにより、劉粲は陽郷まで撤退した、
夜が明けると、劉粲は耿稚らの兵数が少ないことを見て、劉雅と共に残兵を率いて攻撃し、さらに劉聡は太尉范隆に騎兵を与えて加勢させた。耿稚らは20日余りに渡ってこれを阻み、大いに苦戦したが決して降伏しなかった。李矩は自ら出撃して救援に向かい、船を浮かべて勇士三千に河を渡らせようとしたが、漢軍は黄河に臨んで陣営を連ね、長鉤をもって船を引き寄せようとしたので、数日連戦したが渡河する事が出来なかった。その為、李矩は夜を待って配下の格増を密かに張皮らの陣営へ派遣し、格増と張皮らは千の騎兵を率いて奪い取った牛馬を殺して物資を焼き払うと、包囲を突破して虎牢へ向かった。劉聡はこれを追撃させたが間に合わず、止む無く撤退した。この一件で劉聡は激怒するあまり発病し、亡くなったという。
東晋元帝（司馬睿）は李矩の功績を称え、都督河南三郡諸軍事・安西将軍・滎陽郡太守に任じ、修武県侯に封じた。その後、さらに都督司州諸軍事・司州刺史に昇進し、平陽県侯に改封された。また、将軍号については以前のままとした。
8月、漢の大将軍靳準が反乱を起こして劉粲を始めとした皇族を虐殺し、使者を李矩の下へ派遣して「劉元海（劉淵。元海は字）はもともと屠各（匈奴の種族）の小人に過ぎず、大晋の事故に乗じて幽・并の地に乱を起こし、天命と偽って二帝を虜庭（蛮族の地）に幽没させました。故に衆を率いて梓宮（天子の墓）を扶侍し、上聞を請うものです」と告げた。李矩は司馬睿にこれを急報すると、司馬睿は太常韓胤らを派遣して梓宮の奉迎にあたらせたが、その到着前に靳準は石勒・劉曜によって滅ぼされた。李矩は力が弱く功を立てられなかった事を、これ以降いつも慷慨したという。
李矩は上表し、郭誦を揚武将軍・陽翟県令に任じた。また、河を阻むように砦を築いて耕作をしながら守りを固め、賊を滅ぼす為の長期的な計を立てた。

### 後趙との抗争
大興2年（319年）6月、趙固の死に乗じ、後趙の将軍石生は騎兵を派遣して陽翟の郭誦を襲撃した。郭誦は智謀に長け、伏兵を設けてこれを破り、石生は何も戦果を挙げられなかった。石生は怒って自ら四千騎余りを率いて諸県を暴掠すると、さらに郭誦の砦を攻撃するも堮坂で敗れた。郭誦は勇士五百を率いて石生を追撃し、磐脂故亭においてこれを大破した。李矩は郭誦の功績を称え、上表して赤幢・曲蓋の使用を許し、吉陽亭侯に封じた。
大興3年（320年）2月、前趙の弘農郡太守尹安・振威将軍宋始を始めとした四軍は洛陽を占拠していたが、彼らは互いに不和を生じていたので、李矩は郭黙と共に各々千騎を洛陽へ侵入させ、これを鎮守させた。だが、尹安らが後趙に降伏の使者を送ると、石生が騎兵五千を率いて洛陽へと到来したので、李矩らの兵は撤退した。その後、尹安らは後趙からも背いて李矩に使者を派遣して救援を乞うと、李矩は郭黙にまた歩兵五百を派遣して洛陽へ入らせた。石生は宋始を攻撃してその将兵を捕らえると、黄河を渡って北へ引き上げた。河南の人々はみな李矩に付き従ったので、洛陽は空になった。
6月、李矩を始めとした東晋の諸将は互いに対立しあっていたが、豫州刺史祖逖は使者を送って彼らの融和を図った。これにより、李矩らは祖逖の指揮を仰ぐようになったという。
太寧2年（324年）1月、後趙の司州刺史石生は陽翟を襲撃したが、郭誦はこれを大破し、石生を康城に撤退させた。後趙の汲郡内史石聡は石生の敗戦を聞いて救援に向かい、李矩・郭黙はこれを迎え撃つも敗れた。
郭黙が祖逖の後を継いだ豫州刺史祖約を攻撃しようとすると、李矩はこれを止めようとしたが、郭黙は従わずに出兵して祖約に敗れた。
石聡が郭黙を攻めると、郭黙は幾度も後趙から攻撃を受けていたので疲弊し、前趙に降ろうと考えた。その為、参軍鄭雄を派遣してこの事を李矩に持ち掛けたが、李矩は許さなかった。
太寧3年（325年）、後趙の将軍石瞻が精兵五千を率いて李矩を襲撃すると、李矩は迎撃するも敗れた。この時、郭誦の弟郭元が後趙に捕らえられ、後趙は郭元を派遣して書をもって李矩へ「去年、東の曹嶷を平らげ、西の猗盧を服属させた。矩は牛角のように真っ先にその矢面に立つ者であるのに、どうして命に服さないのだ」と降伏を勧めると、李矩はこの書を郭誦に見せた。すると郭誦は「昔、王陵は母が賊に捕らわれとなっても、なおその意を改めませんでした。まして弟であるのにどうして論じましょうか！」と言い放った。その後も石勒は郭誦に麈尾・馬鞭を贈って臣従を求めたが、郭誦は応じなかった。

### 最期
5月、後趙の将軍石生が洛陽に駐屯すると、河南の地を大々的に掠奪した。李矩・郭黙はこれに幾度も敗れて食糧難に陥ると、郭黙は再び前趙に降るよう李矩を説得した。進退窮まった李矩は遂に郭黙の計に従う事を決断し、前趙皇帝劉曜の下へ使者を送った。劉曜は従弟の中山王劉岳に1万5千の兵を与えて河陰から孟津へ派遣し、鎮東将軍呼延謨に荊州・司州の兵を与えて崤澠から東へ向かわせ、李矩・郭黙と共に石生を攻めようと謀った。劉岳は洛陽を包囲したが、救援に到来した後趙の中山公石虎に敗れて石梁まで退き下がった。呼延謨もまた石虎に敗れ、戦死した。
6月、劉岳は石虎に捕らえられた。郭黙もまた石聡に敗北すると、単独で密県から建康へ亡命しようとした。李矩はこれを聞いて激怒し、郭誦らに文を書かせて郭黙に送りつけ、また郭誦へ「汝は唇亡の談（唇亡びて歯寒しの故事）を知らぬのか。そもそも郭黙を迎え入れたのは卿の勧めである。それが難に臨んで逃走している。必ずこれを引き止めるように」と厳命した。郭誦は郭黙を追跡して襄城で追いついたが、郭黙は自身が李矩に怨まれていると分かっていたので、その妻子を棄てて逃走してしまった。郭誦が残兵を連れて帰還すると、李矩は郭黙の妻子らを従来と変わらずに遇した。
この後、李矩の長史崔宣は2千の兵を連れて後趙に降伏し、李矩はこれを止める事が出来なかった。その為、南方へと逃れて東晋に帰順しようとしたが、その兵は道中で散り散りとなってしまい、郭誦・参軍郭方・功曹張景・主簿苟遠・将軍騫韜・江覇・梁志・司馬尚・季弘・李瓌・段秀ら100人余りだけが家を棄てて付き従った。だが、魯陽県に至ったところで、李矩は落馬して命を落とした。襄陽の峴山に葬られた。